# Sileäkielinens naturreservat
Sileäkielinens naturreservat är ett naturreservat i Gällivare kommun i Norrbottens län.
Området är naturskyddat sedan 2020 och är 90 hektar stort. Reservatet ligger söder om Gällivare, omfattar höjden Sileäkielinen med två våtmarker nedanför  och är bevuxen av tallar och gran.